# آسته، استونی
آسته (به انگلیسی: Aste) یک ناحیه در منطقه سارما، در نزدیکی کورساره، شهرستان ساره در غرب استونی است. این مکان پایگاه نظامی شوروی بود.